# Everybodys Mouth’s a Book
Everybodys Mouth’s a Book ist ein Jazzalbum von Henry Threadgill & Make a Move. Die am 25. und 27. Februar 2001 im Orange Music Sound Studio, West Orange, New Jersey, entstandenen Aufnahmen erschienen im November 2001 auf Pi Recordings. Es war die erste Veröffentlichung des Independent-Labels; gleichzeitig erschien auf Pi das Threadgill-Album Up Popped the Two Lips, das in veränderter Besetzung entstanden war.

## Hintergrund
In seinen vorherigen Gruppen hatte Henry Threadgill eine Vorliebe für ungewöhnliche Instrumentalkombinationen gezeigt – Tuba, Akkordeon, Harmonium, Cembalo, Celli usw. – aber in dieser neuesten Version seines Bandprojekts Make a Move entschied er sich für eine relativ konventionelle Besetzung, notierte Bill Tilland. Die Gruppe besteht aus Henry Threadgill an Altsaxophon und Flöte, den beiden Gitarristen Brandon Ross und Stomu Takeishi, die sowohl akustische als auch elektrisch verstärkte Instrumente spielen, außerdem Bryan Carrott (Vibraphon und Marimba) und Dafnis Prieto am Schlagzeug, der auch Mitglied von Threadgills Parallel-Bandprojekt Zooid war.
Das Album Everybody’s Mouth’s a Book enthält wie auch Up Popped the Two Lips einiges an Material, was Threadgill als „Übergangsstücke“ bezeichnete, die seine verschiedenen Bands auf den neuesten Stand bringen und erneut die Überschneidungen und Kontinuität seiner Arbeit andeuten sollten.

## Titelliste
- Henry Threadgill & Make a Move – Everybodys Mouth’s a Book (Pi Recordings PI01)[3]
  1. Platinum Inside Straight, 7:10
  2. Don’t Turn Around, 7:32
  3. Biggest Crumb, 4:42
  4. Burnt Til Recognition, 7:35
  5. Where Coconuts Fall, 6:32
  6. Pink Water Pink Airplane, 3:42
  7. Shake It Off, 5:07
  8. What to Do, What to Do, 8:08
- Die Kompositionen stammen von Henry Threadgill.

## Rezeption

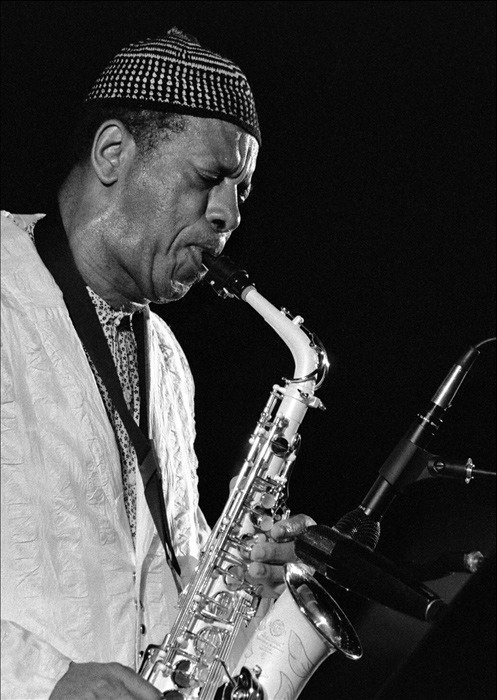
Ornette Coleman, Den Haag, 1994

Bill Tilland schrieb für die BBC, auch ohne Threadgill wäre dieses Quartett ein großartiger Hörgenuss, aber seine Kompositionen und seine Instrumentalarbeit würden die Musik auf eine ganz andere Ebene heben. Als Komponist und Musiker habe Threadgill eine starke Verbindung zu Ornette Coleman, aber obwohl seine Musik, wie die von Coleman, oft abstrakt und kantig ist, mit unerwarteten Tonartwechseln und mehreren Melodielinien, habe sie eine stärkere intellektuelle Komponente als die Musik Colemans und sei oft wesentlich durchkomponiert. Threadgills Wissen über die Jazztradition sei sowohl enzyklopädisch als auch allumfassend; er bewege sich von klassisch angehauchten Kammerjazz und besinnlichen Balladen zu stacheligem Blues, Free Jazz und einer beträchtlichen Menge Funk. Als Solist sei er gleichermaßen beeindruckend – sparsam und souverän. Sein Flötenspiel sei lyrisch, aber auch schlank und sehnig, während sein Altsaxophonspiel druckvoll und manchmal ekstatisch sei, in der Manier des späten John Coltrane oder sogar Albert Aylers. Kompositorisch seien Threadgills Bezugspunkte selten offensichtlich, aber wenn er an seinem Ziel ankomme, mache die Reise immer Sinn.
Richard Cook und Brian Morton zeichneten das Album mit dreieinhalb Sternen aus und schrieben in der sechsten Auflage des Penguin Guide to Jazz, das Album (wie auch das Schwesteralbum) dokumentiere den Übergang zwischen zwei stark kontrastierenden Bands Threadgills, die verschiedene Schritte dessen damaliger Praxis illustrierten. „Make a Move“ ist eine elektrisch verstärkt agierende Gruppe, die auf Brandon Ross’ und Stomu Takeshis E-Gitarren basiere und einer ausgeflippten Version von Ornette Colemans Prime Time  (wenn so etwas vorstellbar sei) nicht unähnlich klinge. Die Kompositionen seien so schrullig und verschroben wie eh und je, mit einem deliranten Spiel des Bandleaders auf Altsaxophon und Flöte. „Don’t Turn Around“ sei erstaunlich, ein stürmisches Klanggestöber von Anfang bis Ende, aber wie immer von Threadgills nicht quantifizierbarer musikalischer Vision bestimmt.
Thom Jurek verlieh dem Album in AllMusic vier Sterne und schrieb, Make a Move sei in gewisser Weise die Elektroband von Henry Threadgill. Obwohl Gitarrist Brandon Ross und Bassist Stomu Takeishi auch akustische Instrumente spielen, liege ihr Hauptaugenmerk bei Make a Move darauf, ihre Saiteninstrumente zum Himmel schreien zu lassen. Everybodys Mouth’s a Book sei von oben bis unten so solide wie das Album Up Popped the Two Lips, das auf Pi Recordings gleichzeitig erschien.
Nach Ansicht von Glenn Astarita, der das Album in All About Jazz rezensierte, könne Henry Threadgills Bedeutung für den modernen Jazz nicht geleugnet werden, da es nur wenige Komponisten gibt, die eine so unterscheidbare Methodik der Musik im Allgemeinen besitzen. Zusammen mit einigen wenigen Auserwählten läute der Künstler hier unbewusst ein neues Goldenes Zeitalter der jazzbasierten Grundlagen und Denkprozesse ein, während diese sich entfaltende Saga weiter in luftige Höhen aufsteige.
Ron Wynn hob in JazzTimes hervor, dass der bemerkenswerte Komponist, Bandleader und Multiinstrumentalist Henry Threadgill nach fünf Jahren Pause wieder aufnehme. Er gehöre zu den immer weniger werdenden Künstlern an der Jazzfront, deren Musik nie distanziert oder trist geworden sei und deren Blick immer in die Zukunft gerichtet und nicht in der Vergangenheit feststecke. Threadgills Kompositionen seien hervorragend ausgestaltet und geschrieben, um maximal Möglichkeiten des Ensemble- und Solospiels zu bieten. Seine Arbeit spiegle voll und ganz seinen Erfahrungsschatz und seine Einflüsse wider. Threadgill umfasse die Weltmusik wirklich in ihrer Gesamtheit, und seine Stücke würden von straff strukturiertem bis völlig freiem Spiel reichen. Er sei auch ein überragender Spieler auf der Flöte und einer Vielzahl von Saxophonen.